# シッキム闘争会議
シッキム闘争会議（しっきむ とうそうかいぎ、Sikkim Sangram Parishad）は、インドの政党。地方政党の1つとして位置づけられ、シッキム州で活動している。略称は「SSP」。

## 概要
シッキム王国併合後初となる1979年州議会選挙では、ナル・バハドゥール・バンダーリー率いるシッキム・ジャナタ・パリシャド（SJP）が過半数を占め、バンダーリーが州首相となった。1984年、バンダーリーは連邦政府（インド国民会議派（INC）政権）との対立から一時的にその座を追われてしまう。しかしバンダーリーは同年中に新たにシッキム闘争会議（SSP）を結成し、州政権奪還を目指して動き始める。SSPはネパール語をインド憲法第8附則言語とすること（すなわちインドの公用語であると憲法に明文規定とすること）を主張するなど、シッキムで多数派を占めるネパール系住民の権利・利益の擁護を提唱した。その結果、翌1985年の州議会選挙では32議席中30議席を占める圧勝、州首相に返り咲いた。続く1989年選挙では州議会全32議席を獲得する完勝を収めている。ちなみにネパール語は1992年に憲法第8附則言語とされた。
しかしSSP政権が長期化するに従い、SSPの内部でバンダーリーのリーダーシップに対する反発も浮上してくる。1993年、バンダーリーの独裁的な性格や特権層との癒着に反発した党内有力者のパワン・クマール・チャムリンが離党、新たにシッキム民主戦線（SDF）を結党した。1994年の州議会選挙はSSPとSDFの一騎討ちの様相を呈し、結果はSDFが19議席、SSPが10議席となり、SSP政権はここに終焉した。SSPの敗因としては、約15年に及ぶバンダーリー政権が村落開発を進めなかったことへの不満が住民の間で募っていたのに対し、SDFが草の根を志向し村落開発重視の姿勢を見せたことが指摘されている。
1996年のローク・サバー（連邦下院）選挙でも、シッキム州に割り当てられていた1議席をSSPは喪失し、SDFに奪われている。1999年州議会選挙も、チャムリン率いるSDFとバンダーリー率いるSSPとの一騎討ちとなったが、SDF24議席、SSP7議席と差が開いてしまった。そして2004年州議会選挙の直前には、バンダーリーがSSPを離党して旧敵だったINCに参加し、SSPには有力な政治家がほとんどいなくなってしまった。そのためSSPは、2004年州議会選挙で候補を1人しか立てることができず、同年の連邦下院選挙でも候補は立てたものの、いずれもほとんど得票できず惨敗に終わっている。この結果、SSPは州議会での議席も全て喪失した。SSPは2009年の州議会選挙や連邦下院選挙に候補を立てておらず、ほぼ解散状態にあると見られていた。
ところが2013年5月、バンダーリーはSSP党首として復帰を果たした。これにより、SSPも組織としての活動を再開し、2014年のシッキム州議会選挙・連邦下院選挙に参戦すると見られていた。しかし選挙直前の3月22日、バンダーリーは政界引退を表明し、1973年以来40年以上にわたる政治家としての活動を終了した。あわせてバンダーリーはこの選挙でSDFに挑戦した新党シッキム革命戦線（SKM）への支持を表明し、SSPは参戦しなかった。

## 注
1. ↑  Mahendra P. Lama (1994), pp.102-103.
2. 1 2  峯島（2006）、115頁。
3. ↑  峯島（2006）、276頁。
4. ↑  峯島（2006）、275-276頁。
5. ↑  Nar Bhadur Bhandari reinstated as SSP PresidentThe Hindu, May 24, 2013. Retrieved March 17, 2014.
6. ↑  Bhandari not ready to ally with a criminal political party The Statesman, March 9, 2014. Retrieved March 17, 2014.
7. ↑  Bhandari retires from active politicsThe Echo of India, March 23, 2014, p.1.
8. ↑  Year-old SKM gives Sikkim assembly an oppositionIBN Live, May 18, 2014.　Retrieved June 1, 2014.